# 24كي سحري
24كي سحري (بالإنجليزية: 24K Magic)‏ هي أغنية للمغني الأمريكي برونو مارس من ألبومه الاستوديو الذي يحمل نفس الاسم (2016). أصدرت شركة تسجيلات أتلانتيك هذه الأغنية كأغنية رئيسية للألبوم في 7 أكتوبر 2016 للتنزيل الرقمي والتدفق. قدمه أتلانتيك كمسار ممتع فوري لأولئك الذين طلبوا الألبوم مسبقًا. كتب مارس وفيليب لورانس وكريستوفر برودي براون الأغنية المنفردة. أطلقوا على أنفسهم اسم شامبو برس & كيرل، تعامل الثلاثة منهم مع الإنتاج، مع إنتاج إضافي من قبل القوالب النمطية. تم وصف الأغنية بأنها موسيقى الفانك والديسكو ومسار R & B المعاصر، وتأثرت بشدة بالهيب هوب. A.V. لاحظ كلوب أن صوت آلة النطق والإيقاع شبيه بتلك الموجودة في «ذا ميسيج» (1982) لجراند ماستر فلاش وغاضب فايف. تتطرق كلمات الأغنية إلى البذخ والتألق وأسلوب حياة الحفلات.

## تكوين
«24كي سحري» هي أغنية مشتقة من موسيقى الفانك والديسكو و R & B مع بعض عناصر الهيب هوب.

## أغنية مصورة
تم إخراج الفيديو الموسيقي الرسمي بواسطة برونو مارس نفسه بالتعاون مع كاميرون دودي. تم إصدار الفيديو في 7 أكتوبر 2016.